# ارتن ارسو
ارتن ارسو (انگلیسی: Erten Ersu؛ زادهٔ ۲۱ آوریل ۱۹۹۴) بازیکن فوتبال اهل ترکیه است.
از باشگاه‌هایی که در آن بازی کرده‌است می‌توان به باشگاه فوتبال فنرباغچه و باشگاه فوتبال غازی عینتاب‌اسپور اشاره کرد.
وی همچنین در تیم‌های ملی فوتبال جوانان ترکیه، Turkey national under-17 football team، و Turkey national under-19 football team بازی کرده‌است.